# 베인브리지급 구축함

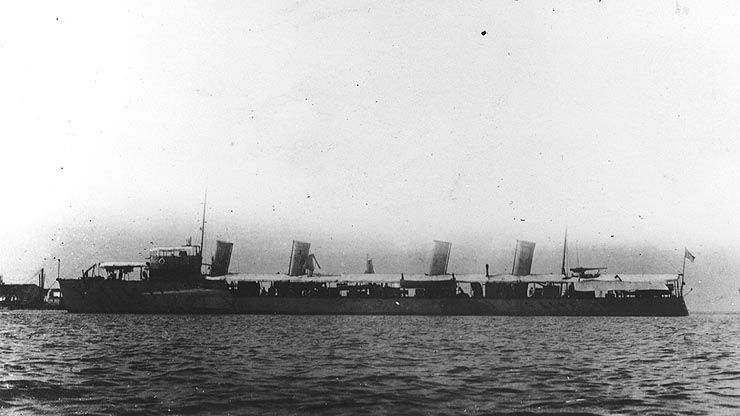
베인브리지급 구축함

베인브리지급 구축함(Bainbridge-class destroyer)은 1899년부터 1903년 사이에 건조된 미국 해군 어뢰정 구축함(TBD)의 한 등급이다. 이렇게 지정된 첫 번째 급은 스페인-미국 전쟁 이후 1898년 의회에서 승인된 16척의 TBD 중 처음 13척으로 구성되었다. 승인된 나머지 3척은 트럭스턴급 구축함이었다. 동급 함선 중 한 척이 제1차 세계 대전 당시 바다에서 분실되었다. 천시(Chauncey)는 1917년 영국 상선 SS 로즈(SS Rose)와 충돌했다. 나머지 함선은 1919년 퇴역하여 전후 1920년에 판매되었으며, 11척은 필라델피아의 조셉 G. 히트너에 매각되었고 홉킨스호는 플로리다주 탬파에 있는 덴튼 쇼어 럼버 컴퍼니(Denton Shore Lumber Company)에 매각되었다.

## 관련 문헌
- Bauer, K. Jack; Roberts, Stephen S. (1991). 《Register of Ships of the U.S. Navy, 1775-1990: Major Combatants》. Westport, Connecticut: Greenwood Press. ISBN 0-313-26202-0.
- Friedman, Norman (2004). 《US Destroyers: An Illustrated Design History》 Revis판. Annapolis: Naval Institute Press. ISBN 1-55750-442-3.
- Gardiner, Robert; Chesneau, Roger (1979). 《Conway's All the World's Fighting Ships 1860–1905》. New York: Mayflower Books. ISBN 0-8317-0302-4.
- Simpson, Richard V. Building The Mosquito Fleet, The US Navy's First Torpedo Boats. Charleston, South Carolina:Arcadia Publishing, 2001, ISBN 0-7385-0508-0.
- Silverstone, Paul H. (1970). 《U.S. Warships of World War I》. London: Ian Allan. ISBN 0-71100-095-6.